# Huarong
Huarong (en chino, 华容; pinyin, Huáróng) es un distrito urbano bajo la administración directa de la Prefectura Ezhou  en la Provincia de Hubei, República Popular China.  Su área es de 492 km² y su población total para 2010 superó los 237 mil habitantes. 

## Administración
Desde junio  de 2023, el  Distrito Huarong  6 se divide en pueblos que se administran en 4 poblados y 2 villas.

## Toponimia
El topónimo Huarong [/juá-rong/] es de origen desconocido. Debido a diferentes fuentes, existen varias teorías.
Según los documentos Explicación de los nombres de los condados (郡县释名), las Crónicas de Yuezhou (岳州席志) ambos de la dinastía Ming y La Tabla de evolución geográfica a través del tiempo (历代地理沿革表) de la dinastía Qing afirman; Huarong "probablemente obtuvo su nombre de la combinación de Zhang·hua y Rong·cheng".
Según el artículo del Sr. He Guangyue Un estudio de Huarong y sus nombres anteriores (华容县及其曾用名考) dice; Hua·rong se renombró  Zhang·rong (章容) en el 7 AD y volvió a llamarse Hua·rong en el 31 AD. Aquí, "Zhang" y "Hua" se refieren al Zhanghuatai, un lugar para rituales y música del Rey de Chu, y un palacio construido por el Estado Chu.Según el significado de la palabra, "zhang" se explica en el diccionario como "un párrafo de una canción o poema". Basado en la anterior explicación, Duan Yucai de la dinastía Qing comenta: "el lugar donde termina la canción se llama zhang" y "Hua" significa hermoso, exquisito o próspero.
Rong (容)  originalmente se refiere a la hermosa apariencia y figura de una mujer, y se usa para referirse a una mujer hermosa. Rong·cheng (容城 la ciudad Rong) es un lugar donde se reúnen mujeres hermosas. Sin embargo, al buscar hoy los nombres de los lugares en la provincia de Henan entre 18 ciudades y 613 aldeas, no hay ningún lugar llamado "Rong" o "Rongcheng".
Huarong (lujos y belleza) puede entenderse como "un palacio lujoso y hermoso y un lugar donde se reúnen las bellezas".